# Antoni Viladomat
Antoni Viladomat i Manalt (n. 20 martie 1678, Barcelona, Catalonia, Spania – d. 22 ianuarie 1755, Barcelona, Catalonia, Spania) a fost un pictor spaniol în stil baroc.

## Biografie
Tatăl lui era aurar. Se pare că a luat primele sale lecții formale de artă în atelierul lui Pasqual Bailon Savall (c.1650-1691), originar din Berga, ca și tatăl său. Moartea timpurie a lui Bailon l-a determinat pe Viladomat să devină ucenic alături de Joan Baptista Perramon (c.1664-1743). A rămas cu el cel puțin șase ani; posibil nouă. După aceea, a lucrat la Biserica San Miguel (demolată în 1868) împreună cu pictorul și arhitectul Ferdinando Galli-Bibiena⁠(d). Prin acest mijloc, a făcut cunoștință cu arta italiană.
În 1723, opoziția sa față de regimul strict impus de „Colegio de Pintores” (o breaslă a pictorilor în stil medieval) l-a determinat să înceapă un proces pentru a putea obține titlul de „pictor autorizat” și a lucra liber. Procesul său a avut succes, dar conflictul continuu l-a determinat să înceapă un alt proces pentru a-și păstra titlul în 1739.

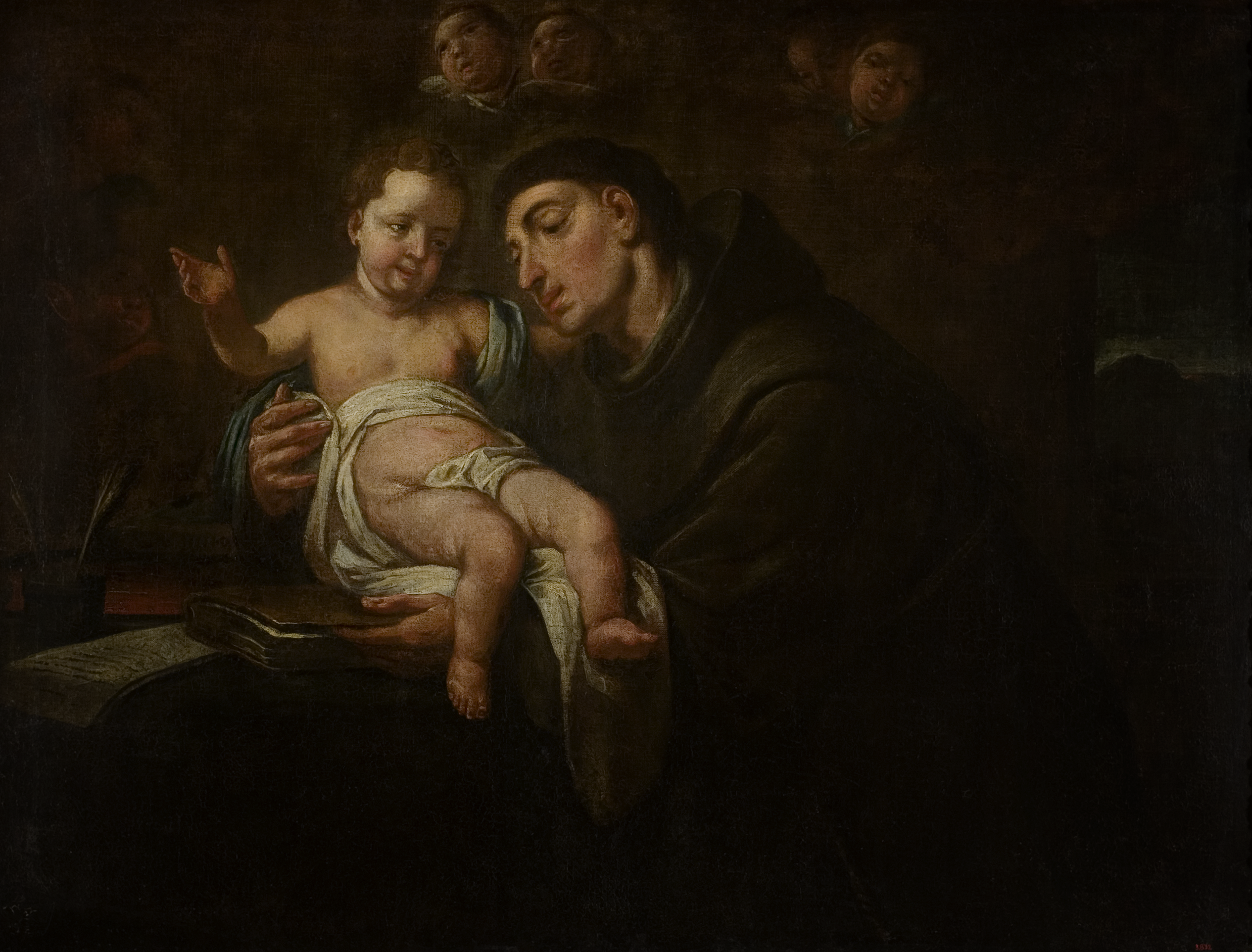
Viziunea Sfântului Antonie (1720)

Cariera sa lungă i-a permis să picteze la aproape toate mănăstirile din Barcelona. Ciclul său de douăzeci de picturi despre viața Sfântului Francisc de Assisi, creat inițial pentru vechea mănăstire franciscană din 1722 până în 1724, se află acum în colecția Museu Nacional d'Art de Catalunya (Muzeul Național de Artă al Cataloniei). Aceasta a fost cea mai importantă lucrare care l-a făcut faimos și, împreună cu un ciclu de patruzeci de picturi despre Calea Crucii și Fecioara Maria din Basílica de Santa Maria de Mataró, constituie majoritatea operelor sale conservate. Unele picturi care i-au fost atribuite istoric, la Spitalul Vechi de la Santa Creu și la Biserica Iezuiților din Tarragona, au intrat recent în discuție.
Pe lângă pictură, a predat desen în atelierul său. Acolo erau căutate cu nerăbdare uceniciile. Fiul său, Josep Viladomat i Esmandia (1722-1786), a devenit și el pictor. El a fost mai bine cunoscut pentru un ciclu de picturi (în stilul tatălui său) despre viața Sfântului Toma d'Aquino.